# Lomtjärnen (Degerfors socken, Västerbotten, 714559-166594)
Lomtjärnen är en sjö i Vindelns kommun i Västerbotten och ingår i Umeälvens huvudavrinningsområde. Sjön har en area på 0,101 kvadratkilometer och ligger 212 meter över havet.

## Delavrinningsområde
Lomtjärnen ingår i det delavrinningsområde (714560-166513) som SMHI kallar för Inloppet i Östersjön. Medelhöjden är 217 meter över havet och ytan är 3,5 kvadratkilometer. Det finns ett avrinningsområde uppströms, och räknas det in blir den ackumulerade arean 29,05 kvadratkilometer. Pyttbäcken (Galtsjöbäcken) som avvattnar avrinningsområdet har biflödesordning 3, vilket innebär att vattnet flödar genom totalt 3 vattendrag innan det når havet efter 129 kilometer. Avrinningsområdet består mestadels av skog (52 procent) och sankmarker (40 procent). Avrinningsområdet har 0,1 kvadratkilometer vattenytor vilket ger det en sjöprocent på 3 procent.